# IC 149
IC 149 је спирална галаксија у сазвјежђу Кит која се налази на листи објеката дубоког неба у Индекс каталогу.
Деклинација објекта је - 16° 18' 0" а ректасцензија 1h 42m 25,6s. Привидна величина (магнитуда) објекта IC 149 износи 14,3 а фотографска магнитуда 15,1. IC 149 је још познат и под ознакама MCG -3-5-15, IRAS 01400-1633, PGC 6289.